# تویوهیکو هوزومی
تویوهیکو هوزومی (انگلیسی: Toyohiko Hozumi؛ زادهٔ ۲۶ مارس ۱۹۵۲) بازیکن هندبال، و سیاستمدار اهل ژاپن بود.